# 中藥配方顆粒
中药配方颗粒、中藥免煎顆粒，是指「供配伍用中藥顆粒」，即是將單味或複方中藥材，利用顆粒劑的工藝技術，經水煎煮抽提、過濾、濃縮後，再製成顆粒，使相關藥材能以溫水沖溶口服，方便儲存及臨床用藥使用。

## 歷史
日本人長倉音藏首先將顆粒製劑技術應用到中藥材上。在1950年代，許鴻源當時任職於台灣省衛生試驗所，有機會到日本參觀長倉藥廠，親見日本企業用大鍋煎煮藥材製成顆粒，包裝成商品出售，產品不須如一般中藥飲片需煎煮即可馬上服用。許鴻源便把此理念帶回台灣。但最早期台灣的產品並非顆粒劑，中藥材從未經過煎煮，是以藥材直接研磨為細粉，製成粉劑。相比之下，這類中藥粉劑入藥體積較大，而且不能沖溶完全，因此受到醫家和患者抱怨。中国中医药报的文章称，单方熬煮再配为許鴻源首创。
在中國大陸地區，自經濟改革開放之後，有部分藥廠開始仿製「供配伍用中藥顆粒」，官方並將相關產品定名為「中藥配方顆粒」，都是單味药材制成。自2001年7月，國家藥監局頒發了《中藥配方顆粒管理暫行規定》，明確將中藥配方顆粒納入中藥飲片管理的範疇，但由於存在生產工藝不統一，企業質量標準不一致，使食藥監局對試點生產企業的資質從嚴管控，只批准6家企業試點生產。於2016年初，食藥總局下發《中藥配方顆粒管理辦法(徵求意見稿)》，對放開中藥配方顆粒的試點生產限制徵求意見。至2017年中，已有34家藥企獲得中藥配方顆粒試點資格，共涉及12個省市。

## 製程
現時生產「供配伍用中藥顆粒」的藥廠，須受當地藥品監督部門的GMP或PIC/S GMP認證，而製程基本包括了：
- 中藥材揀選與購入。
- 中藥材生產前檢測。
- 藥材炮製(淨製、切製、加輔料製)。
- 鍋爐煎煮、過濾、濃縮。
- 製粒(乾法：單純真空乾燥；濕法：額外添加輔料)。
- 成品檢測。
- 裝罐或其他包裝。

## 優點
- 由於中藥配方顆粒在具規模的GMP製藥廠生產，相關產品的成效性、穩定性和安全性相對較高。（中国的两则临床实验称，用颗粒混合配置的药方比直接熬煮饮片的药方治愈率更高。）[3][4]
- 顆粒經過濃縮加工，相對傳統中藥飲片煎煮，服用量可相應減少，而且快速服用，方便携帶。
- 顆粒成品經過加熱和濃縮處理，既可減少儲存空間，相對中藥材而言，又可減少蟲蛀霉變等情況。

## 缺點
- 对于為複方的配方顆粒，由於醫生處方時只能加藥味，不能減掉或調整比例，限制臨床的應用。
- 顆粒成品已失去中藥飲片的性狀，顆粒外觀千篇一律，中醫師和中藥師根本無法用肉眼判斷相關產品的品質，政府的監管和廠商的道德水準必須夠高，否則容易出現品質問題。
- 現時仍缺乏一套廣泛的行業或商品規格標準，台灣的中醫藥司雖然公告了200方的基準方劑，但各家中藥廠設備及製程不一，濃縮比並不相同，仍須參考各生產廠的標仿單，當成下藥或調劑的參考。

## 產業生態
在台灣，目前在中央健保局的主導下，健保中醫與西醫每年的總額差距超過千億台幣，其原因主要為中醫一天的藥費只有30元新台幣(目前為33元)，曾經20多年未曾調漲(1995~2015)。各地中大型中醫院聯標也多採價格標壓低藥價，在此情形之下，等於變相鼓勵製藥廠商以次充好。另一方面，因中藥原料年年調漲，中藥檢驗成本不斷增加，科學中藥的藥價每年都有中醫團體反應調整需要的聲音。根據2010年台灣經濟研究院生物科技產業研究中心統計：目前台灣生產的科學中藥的藥廠有30家，但以健保調劑開方次數統計，主要健保給付的科學中藥來自幾家中藥廠，這幾家藥廠占了健保給付的八成以上，分別是：順天堂、科達、勝昌、港香蘭、莊松榮...等。
而中國大陸，2013年中藥配方顆粒市場規模約50億元人民幣，近5年複合增長率為40-50%，到2015年已接近100億人民幣的規模。中藥配方顆粒定位原是臨床應用上對傳統中藥飲片的補充，而現狀幾乎以替代為目標，2006年替代率只有1.2%，2016年已增至6.03%，實際上城市替代率已達4-50%，未來還會有上升的趨勢，傳統中藥飲片使用近十年不斷下降。
日本配方顆粒市場，於2006-2016年間，市場規模介乎於900-1300億日元之間，同比增速平均約為4-5%。

## 其他新式饮片
中药配方颗粒作为一种用于配方的原料，可归类为一种“新型饮片”。其他的新型饮片有：
中药破壁饮片
指的是“将符合《中国药典》要求并具有细胞结构的植物类中药饮片，经现代粉碎技术加工至D90＜45μm（300目以上）的粉体，加水或不同浓度的乙醇粘合成型，制成30~100目的原饮片全成分的均匀干燥颗粒状饮片”。设计是得到成分均一、溶出率高，用来冲泡的粉末。
广东省2011年发布《广东省中药破壁饮片质量标准研究规范（试行）》，2014年正式版通过验收。国家药监局发布的《国家药品监督管理局关于发布省级中药饮片炮制规范修订的技术指导原则的通告》（2018年第16号）收紧了这个分类的要求，提出打粉纳入省级标准限制于“公认的临床习用历史的品种"。
中药超微饮片
和中药破壁饮片类似，但第一步仅需要做到200目（75μm）。主要在湖南省推广。
直接口服中药饮片
源自“药品标准中明确使用过程无需经过煎煮，可直接口服或冲服的中药饮片”。“包括部分贵细饮片（如三七粉、羚羊角粉、川贝母粉、鹿茸粉等）；或药食同源及可用于保健食品的品种（如灵芝孢子粉、山楂粉、黄芪粉、山药粉、葛根粉等）；或部分动物类药材熊胆粉、水蛭粉等”。主要是粉末形式（直接口服粉末饮片）。
中国《药品生产质量管理规范》2010年新版「中药饮片附录」定义了本类别。
冻干饮片
指的就是在炮制过程中采用冻干技术替代晾晒等方式脱水的饮片。可以有多种性状，比如药材原块，或是碾碎成粉。
广东省医保目录中有多种冻干粉（冻干后打成粉末混匀）。
定量压制饮片
在不改变表面性状、不影响内在质量，不添加任何辅料的情况下，将饮片做成重量相等的块压制成型包装，以便使药师不需要称重。也可以节省空间。和压缩黑木耳、海带、茶块用的是类似的工艺。、
临方炮制饮片
属于传统中医的一部分，只是中国又有新的政策鼓励“个性化中药”。